# Lucas Neff
Lucas Neff (Chicago, 7 novembre 1985) è un attore statunitense.
Neff è noto soprattutto per aver interpretato il personaggio di Jimmy Chance nella serie televisiva statunitense creata da Greg Garcia, Raising Hope (tradotta in italiano con il nome di "Aiutami Hope!").
Nel 2008 si è laureato in "Teatro" presso l'Università delle Belle Arti di Chicago. Nel 2009 ottiene un ruolo marginale in un episodio della serie d'azione e poliziesca The Beast.
Nel 2010 entra nel cast Aiutami Hope! nel ruolo del giovane protagonista Jimmy Chance, padre di una bambina di nome Hope.

## Filmografia

### Cinema
- Amigo, regia di John Sayles (2010)
- Il viaggio di Arlo (The Good Dinosaur), regia di Peter Sohn (2015) - voce

### Televisione
- The Beast – serie TV, 1 episodio (2009)
- Aiutami Hope! – serie TV, 88 episodi (2010-2014)
- Big Hero 6 - La serie (Big Hero 6: The Series) – serie animata (2018-2021) - voce
- American Primeval – miniserie TV (2025)
- Quell'uragano di figlia (Shifting Gears) – serie TV, episodi 1x05-1x10 (2025)

## Doppiatori italiani
Nelle versioni in italiano delle opere in cui ha recitato, Lucas Neff è stato doppiato da:
- Federico Talocci in Quell'uragano di figlia
- Paolo Vivio in Aiutami Hope!